# Bellevalia gracilis
Bellevalia gracilis är en sparrisväxtart som beskrevs av Naomi Feinbrun. Bellevalia gracilis ingår i släktet Bellevalia och familjen sparrisväxter. Inga underarter finns listade i Catalogue of Life.